# Vol Canadian Pacific Air Lines 402
Le 4 mars 1966, le Douglas DC-8 effectuant le vol Canadian Pacific Air Lines 402 s'écrase contre les feux d'approche et une digue lors d'une tentative d'atterrissage de nuit,  dans des conditions météorologiques difficiles, à l'aéroport international de Tokyo-Haneda, au Japon. Sur les 62 passagers et 10 membres d'équipage présents à bords, on dénombre 64 victimes et seulement 8 survivants, dont sept blessés grave.

## Avion et équipage
L'aéronef impliqué est un Douglas DC-8-43, immatriculé CF-CPK (numéro de série 45761/237) et livré neuf à Canadian Pacific Air Lines le 14 octobre 1965. Il est propulsé par quatre turboréacteurs Rolls-Royce Conway 508-12 et totalise 1 792 heures de vol au moment de l'accident.
Le commandant de bord est Cecil N. McNeal (57 ans), qui a effectué 26 564 heures de vol, dont 4 089 heures sur DC-8. Le copilote est Charles FK Mews (58 ans), qui totalise 19 789 heures de vol, dont 3 071 heures sur DC-8. L'ingénieur de vol est William J. Robertson (34 ans), qui cumule 7 992 heures de vol à son actif, dont 3 437 heures sur DC-8.

## Déroulement des faits
Le vol 402 est un vol international régulier assurant la liaison Hong Kong - Tokyo - Vancouver, qui a décollé à 16 h 14, heure du Japon, de l'aéroport international Kai Tak pour la première étape du trajet. Le vol a été placé en circuit d'attente pendant 38 min, en attendant que la visibilité s'améliore par rapport aux minima requis pour l'atterrissage. Le contrôleur de la tour a autorisé les pilotes à effectuer une approche aux instruments lorsque la visibilité s'est améliorée à 2 400 pieds (700 m), mais l'équipage a annulé l'approche lorsque la visibilité a de nouveau réduite. 
À 19 h 58, heure locale, l'équipage a demandé au contrôle aérien un déroutement vers l'aéroport de Taipei Songshan, à Taïwan, et a commencé une montée à partir de 3 000 pieds (914 m). À 20 h 05, alors qu'il était en route vers Taipei en passant les 11 500 pieds (3 505 m), le pilote a été informé que la visibilité à l'aéroport s'était amélioré à 0,5 milles nautiques (800 m), soit au-delà des minimums requis, avec une portée visuelle de piste (RVR) de 3 000 pieds (900 m). Le pilote a alors décidé de faire une nouvelle approche vers l'aéroport international de Tokyo-Haneda.
L'approche s'est déroulée normalement jusqu'à 1,6 km de l'aéroport, lorsque les pilotes ont été informé que le DC-8 était 6 m trop bas par rapport à la pente d'approche, et il leur a été conseillé de se stabiliser momentanément. Néanmoins, l'avion a continué sa descente 6 m plus bas que la normale et parallèlement à la trajectoire de descente requise pour cette approche. Après que l'avion ait dépassé l'altitude minimale pour l'approche de précision, l'équipage a demandé que l'intensité des feux de la piste 33R soit réduite. 
Peu de temps après, le vol 402 a effectué une descente brusque et, à 850 m du seuil de la piste, le train d'atterrissage de l'avion a heurté successivement onze des feux d'approche. Les pilotes ont perdu le contrôle de l'avion après qu'il a percuté la digue située au seuil de la piste 33R, laissant une traînée de débris en feu longue de 800 m sur le tarmac. Les 10 membres d'équipage et 54 des 62 passagers ont été tuées dans le crash.

## Enquête
L'équipe d'enquête nommée par le gouvernement japonais a conclu dans son rapport final, publié deux ans plus tard, qu'il n'y avait aucune défaillance au niveau du contrôle aérien de l'aéroport. 
Ils ont déclaré que la cause principale de cet accident est une mauvaise évaluation par l'équipage de l'approche, tout en reconnaissant que la mauvaise visibilité sur l'aéroport aurait pu provoquer une illusion d'optique qui aurait dérouté le pilote lors de l'atterrissage dans des conditions météorologiques inhabituellement difficiles.